# 視羆
視羆（367年—400年），為4－6世紀建立之吐谷渾第六任統治者，他為視連弟弟，一说視連儿子，承襲視連擔任首領，在位期間為391年-400年。
390年，视连去世，视羆继立。視羆英果，有雄略。厉兵秣马，争衡中国，虚怀抚纳人才，众赴如归。西秦乞伏归任命他为使持节、都督龙涸以西诸军事、沙州牧、白兰王，視羆不受，与西秦结怨。398年十月，西秦乞伏益州在度周川（今甘肃省岷县西南）击败视罴，视罴逃到白兰（今青海省都兰县），和西秦请和。死后弟烏紇提即位。

## 子
- 戊寅可汗树洛干（392年—417年）
- 吐护真，被西秦王乞伏乾归拜为捕虏将军、层城都尉[1]。
- 阿豺（?—424年）
- 宕岂，398年十月，西秦乞伏益州击败视罴，视罴把宕岂送到西秦作人质，乞伏乾归把宗族女子嫁给宕岂[2]。